# Distretto di Canchaque
Il distretto di Canchaque è un distretto del Perù, facente parte della provincia di Huancabamba, nella regione di Piura.